# Piranha Plant
Een Piranha Plant is een vijand uit de Mario-reeks.

## Karakteromschrijving
Piranha Plant is een plant die altijd hapt naar Mario. Hij doet dit in opdracht van Bowser, om Mario tegen te houden. Ze komen vaak uit Warp Pipes, maar soms ook niet. In Super Mario 64 en Super Mario 64 DS zit hij vaak rustig te slapen, maar als Mario in zijn buurt komt wordt hij wakker en begint hij om zich heen bijten. Hij wil Mario daar bijten omdat hij hem gestoord heeft in zijn slaap. In New Super Mario Bros. en New Super Mario Bros. Wii is de rol hetzelfde zoals we hem kennen. Maar soms komen ze niet uit Pipes. Er zijn ook verschillende soorten Piranha Plants, zoals Petey Piranha. Hij is de leider van de Piranha Plants. Of Venus Fire Trap. Deze werpen vuurballen naar Mario toe. Super Piranha Plant is veel groter dan een normale Piranha Plant en komt nooit uit Pipes.